# الماگولو (جیحان)
الماگولو {{ترکی|Elmagölü) (به کردی: Behriye) یک منطقهٔ مسکونی در ترکیه است که در جیحان واقع شده‌است.